# 吴氏蛇根草
吴氏蛇根草（学名：Ophiorrhiza wui）为茜草科蛇根草属下的一个种。

## 扩展阅读
- 維基物種上的相關：吴氏蛇根草